# Espers Alpen-Wurzelbohrer
Espers Alpen-Wurzelbohrer (Pharmacis carna), auch als Schwärzlicher Wurzelbohrer bezeichnet, ist ein Schmetterling (Nachtfalter) aus der Familie der Wurzelbohrer (Hepialidae). Der deutsche Name ehrt den Erlanger Entomologen Eugen Johann Christoph Esper.

## Merkmale

### Falter
Beide Geschlechter haben unterschiedliche Größen. So erreichen die weiblichen Falter Flügelspannweiten von 32 bis 44 Millimetern, die Männchen 25 bis 34 Millimeter. Ihre jeweiligen Vorderflügel sind meist von braungrauer bis dunkelgrauer Grundfarbe. Darauf befindet sich ein Zeichnungsmuster aus unregelmäßig angeordneten, diffusen silberweißen oder gelbgrauen Längsflecken und Querstreifen. Im Saumfeld sind mehrere kleine, helle Flecke zu erkennen. Die Hinterflügel sind zeichnungslos graubraun bis schwärzlichgrau gefärbt. Alle Flügel sind dünn beschuppt, wodurch sie transparentartig wirken. Dies ist bei den weiblichen Faltern besonders auffällig.

### Ei
Das Ei hat eine längliche, gerundete Form und eine glatte Oberfläche. Es ist zunächst weißlichgelb und nimmt kurz vor dem Schlüpfen der Raupe eine pechschwarze Farbe an.

### Raupe
Erwachsene Raupen sind schlank und gelblichweiß bis schmutziggelb gefärbt. Das Rückengefäß (Herzschlauch der Gliedertiere) schimmert dunkel nach außen. Kopf, Nackenschild und Afterklappe zeigen verschiedene Brauntönungen. Die hellbraunen Punktwarzen sind mit kurzen, dunkleren Borsten versehen.

### Puppe
Die bräunliche Puppe hat eine annähernd zylindrische Form und schimmert am Hinterleib, der mit feinen Härchen überzogen ist, dunkler. An dessen Ende befinden sich außerdem zahlreiche Haken.

### Ähnliche Arten
Beim farblich sehr variationsreichen Adlerfarn-Wurzelbohrer (Pharmacis fuscunebulosa) ist die Zeichnung zwar ähnlich, die Flügel wirken aber nicht so transparentartig. Zuweilen treten auch fast einfarbig rotbraun gefärbte Exemplare auf.

## Verbreitung und Vorkommen
Espers Alpen-Wurzelbohrer ist überwiegend in gebirgigen Gegenden verbreitet, speziell in den Alpen und den Karpaten. Die Art wurde jedoch auch in der ungarischen Tiefebene nachgewiesen. In den Alpen steigt sie bis über 2000 Meter Höhe. Sie lebt bevorzugt an kräuterreichen Felshängen und auf Almwiesen.

## Lebensweise
Die Falter fliegen vorwiegend in der Abend- und Morgendämmerung. Im Morgengrauen besuchen sie auch künstliche Lichtquellen. Hauptflugzeit der univoltinen Art sind die Monate Juni bis August. Die Raupen weisen eine mehrjährige Entwicklung auf und ernähren sich von verschiedenen Graswurzeln. Sie leben in unter Steinen angelegten, tief in den Boden reichenden Röhren. Die Verpuppung erfolgt in einer Gespinsthülle zwischen Wurzeln. Bereits nach einem Monat schlüpfen die Falter.

## Gefährdung
In Deutschland kommt Espers Alpen-Wurzelbohrer nur in Bayern vor, an geeigneten Stellen durchaus zahlreich und wird auf der Roten Liste gefährdeter Arten als Art mit geographischer Restriktion eingestuft.